# Kupciînți, Illinți
Kupciînți (în ucraineană Купчинці) este localitatea de reședință a comunei Kupciînți din raionul Illinți, regiunea Vinnița, Ucraina.

## Demografie
Componența lingvistică a localității Kupciînți
     Ucraineană (98,75%)
     Alte limbi (1,1%)
Conform recensământului din 2001, majoritatea populației localității Kupciînți era vorbitoare de ucraineană (98,75%), existând în minoritate și vorbitori de alte limbi.